# Droga wojewódzka nr 805
Droga wojewódzka nr 805 (DW805) – droga wojewódzka w województwie mazowieckim o długości 34 km łącząca wieś Dziecinów (gmina Sobienie Jeziory) z Wilchtą (gmina Borowie). Droga przebiega przez 2 powiaty: otwocki (gminy: Sobienie Jeziory i Osieck) i garwoliński (gminy: Pilawa, Parysów i Borowie).

## Miejscowości leżące przy trasie DW805
- Dziecinów
- Warszawice
- Pogorzel
- Osieck
- Jaźwiny
- Pilawa
- Lipówki
- Trąbki
- Choiny
- Parysów
- Wilchta